# Neerstalle
Neerstalle is een wijk in de Belgische gemeenten Ukkel en Vorst in het Brussels Hoofdstedelijk Gewest. Neerstalle ligt op de grens van beide gemeenten, in het noordwesten van Ukkel en het zuiden van Vorst. Ten zuidoosten van Neerstalle ligt de Ukkelse wijk Stalle.
Het was vroeger een gehucht op de Geleytsbeek, bij het oude gehucht en heerlijkheid Stalle. In de 19de en vooral 20ste eeuw raakte het voorheen landelijk gebied verstedelijkt.

## Sport
In de wijk bevindt zich Neerstalle Complex (Complexe de Neerstalle), een sportcomplex waar verschillende sportverenigingen actief zijn, waaronder de oude voetbalclub Léopold Uccle FC.
Bascule · Brugmann · Carloo/Sint-Job · Churchill · De Kat · Diesdelle · Dieweg · Engeland · Fort Jaco · Globe · Groene Jager · Groeselenberg · Homborch · Horzel · Kauwberg · Kalevoet · Keienbempt · Kriekenput · Neerstalle · Langeveld · Merlo · Moensberg · Stalle · Verrewinkel · Vossegat · Wolvenberg · Wolvendaal · Zeecrabbe